# Aartsbisdom Camerino-San Severino Marche
Het aartsbisdom Camerino-San Severino Marche (Latijn: Archidioecesis Camerinensis-Sancti Severini in Piceno, Italiaans: Arcidiocesi di Camerino-San Severino Marche) is een aartsbisdom van de Rooms-Katholieke Kerk in Italië. Het aartsbisdom is suffragaan aan het aartsbisdom Fermo. De zetel van het aartsbisdom bevindt zich in Camerino.
De geschiedenis van het aartsbisdom gaat terug tot de derde eeuw, toen het bisdom Camerino werd gesticht. Paus Pius VI verhief het bisdom in 1787 tot aartsbisdom. De reden was dat Pius VI Camerino compenseerde voor eerder verlies van grondgebied van twee afgescheurde gebieden: het bisdom Fabriano (1728) en het bisdom Matelica (1785). De paus bevestigde dat het aartsbisdom Camerino immediaat was aan de Heilige Stoel.
Het aartsbisdom bleef tot 1979 immediaat aan de Heilige Stoel. In dat jaar werd het bisdom Severino, tot dan toe zelfstandig, bij het aartsbisdom gevoegd. In het aartsbisdom wonen bijna zestigduizend mensen waarvan zich ruim 95% katholiek noemt. Het aartsbisdom kent 95 parochies en 92 priesters. Sinds 2007 is Francesco Giovanni Brugnaro aartsbisschop van Camerino-San Severino Marche.

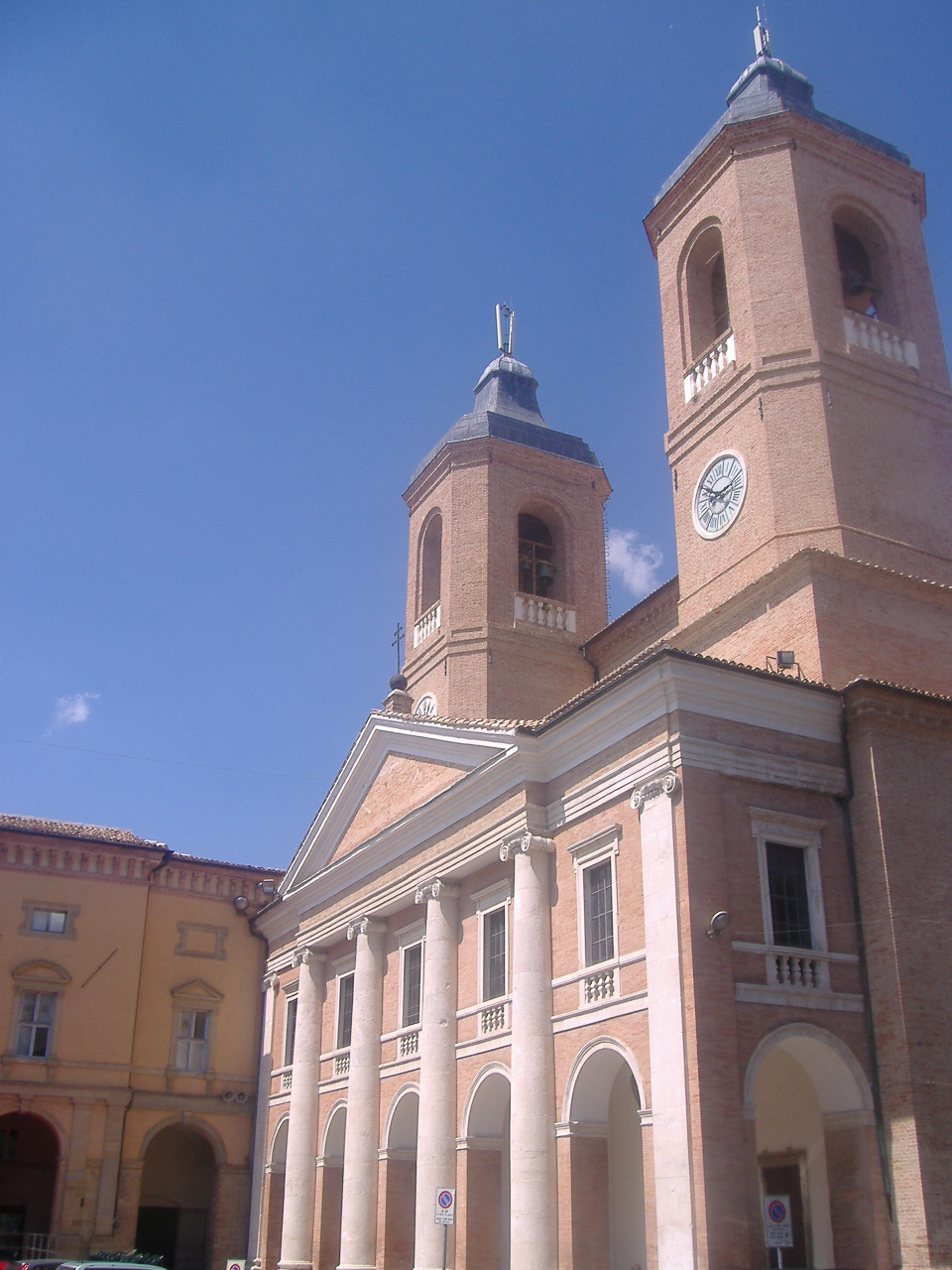
De Kathedraal van Camerino, zetel van het aartsbisdom